# Гіетаніемі (цвинтар)
Гіетаніемі (фін. Hietaniemen hautausmaa; швед. Sandudds begravningsplats) — державне кладовище в Гельсінкі.
Включає в себе велике військове кладовище з секцією могил солдатів, загиблих в Зимовій війні (1939—1940), Війні-продовженні (1941—1944) і Лапландської війні (1944—1945). У центрі військового кладовища розташовуються могили невідомого солдата і маршала Карла Маннергейма.
У перекладі з фінської Гіетаніемі означає «піщана коса», таку назву кладовище отримало в зв'язку з тим, що воно розміщується на мисі, розташованому в центрі Гельсінкі.
Кладовище є популярною туристичною визначною пам'яткою, особливо серед фінів, які відвідують могили родичів, які загинули у війнах, або могили знаменитих фінів, похованих тут.
Чотири інших кладовища безпосередньо межують з Гієтаніємі, складаючи з ним єдиний комплекс: єврейське кладовище, ісламське кладовище, Великий православний цвинтар і Нікольський православний цвинтар.

## Відомі поховання
- Александра Грипенберг — фінська громадська діячка, письменниця.
- Карл Густав Маннергейм — президент Фінляндії (1944—1946).
- Оскар Меріканто — фінський композитор.
- Ілкка Сінісало — фінський хокеїст.
- Каарло Юго Столберґ — президент Фінляндії (1919—1925).